# اوزکوک‌ها نمی‌میرند
اوزکوک‌ها نمی‌میرند (به آلمانی: Die rote Zora und ihre Bande)، رمانی برای کودکان نوشتهٔ کورت کلبر نویسندهٔ آلمانی است. نام اصلی آن در زبان آلمانی زورای سرخ و دار و دسته‌اش می‌باشد. نویسنده این رمان را در سال ۱۹۴۱ با نام مستعار کورت هلد منتشر کرد. این کتاب در ایران در سال ۱۳۶۳ با ترجمه نسرین بصیری و با نام کوچه‌گردها و اوزکوک‌ها نمی‌میرند، توسط انتشارات آبنوس منتشر شده‌است.

## نویسنده
کورت کلبر نویسنده کمونیست اهل آلمان بود که پس از دستگیر شدن به علت سوءظنی که در رابطه با دخالتش در آتش‌سوزی رایشستاگ به صورت تبعیدی در سوئیس زندگی می‌کرد.او کتابش را با نام مستعار کورت هلد منتشر کرد چون به عنوان فعال سیاسی شناخته شده بود و به همین دلیل نمی‌توانست از نام اصلی‌اش استفاده کند.

## زمینه داستان
کلبر در سال ۱۹۴۰ به یوگسلاوی سفر کرده و در آنجا برانکو، زورا و دارودسته‌اش را ملاقات کرد. وی کتاب را براساس تجاربش از ملاقات با این کودکان یتیم در شهر سن‌یه کرواسی که قلعه‌ای به نام نهای در آن وجود دارد، نوشته‌است.
در زندگی واقعی همانند داستان اولین کسی که کولبر می‌بیند، برانکو پسر نوجوانی است که به تازگی مادرش را از دست داده و یتیم شده‌است. زورا به برانکو اطلاع می‌دهد که پلیس به خاطر دزدیدن غذا بدنبال اوست؛ بنابراین کولبر با زورا آشنا می‌شود. او می‌خواست برانکو و زورا را با خودش به سوئیس ببرد، ولی آواره بودن خودش این کار را غیرممکن ساخت. در عوض او داستان کودکانه‌ای نوشت با این هدف که آن را ابزاری سیاسی کرده و توجه‌ها را به سمت افراد محروم اروپا برگرداند. زورا چهره اصلی و مرکزی داستان شد چون کولبر تحت تأثیر روشی قرار گرفته بود که زورا با آن افراد را کنار هم جمع کرده و به آنها همکاری و زندگی مستقل آموخته بود. پسرها او را به عنوان رهبر خود پذیرفته بودند.

## عنوان
عنوان آلمانی کتاب زورای سرخ و … به موهای قرمز زورا اشاره می‌کند. اوزکوک‌ها در ترجمه انگلیسی و فارسی به گروهی از دزدان دریایی اشاره می‌کند که در قرن شانزدهم در سن‌یه زندگی می‌کردند.

## خلاصه
کتاب ماجرای کودکانی را بازگو می‌کند که با قوانین جامعه خود زندگی کرده و با ساکنان شهر درگیر می‌شوند. با معرفی تعدادی از بچه‌ها شروع می‌شود. پدر برانکو یک ویلون‌نواز دوره‌گرد است، بنابراین برانکو با مادرش که کارگر کارخانه دخانیات است زندگی می‌کند. اما او می‌میرد و برانکو بی‌پناه می‌شود. برانکو در بازار یک ماهی را از زمین پیدا کرده و آن را برمی‌دارد و به جرم دزدی بازداشت می‌شود. زورا از راه پنجرهٔ زندان او را فراری داده و برانکو را به قلعه‌ای می‌برد که گروهش در آنجا زندگی می‌کنند. پس از گذراندن تست شجاعت برانکو هم به عضویت گروه غیرقانونی که اعضای آن عبارتند از نیکولا، پاول و درو پذیرفته می‌شود.
ساکنان شهر کودکان را مورد آزار و اذیت قرار می‌دهند، که اعضای گروه هم به همین دلیل از آن‌ها انتقام می‌گیرند. در قسمتی از داستان بچه‌ها از خانهٔ گوریان پیر که آدمی فقیر ولی درستکار و سخت‌کوش است جوجه‌ای می‌دزدند. برانکو و زورا از این کار ناراحت شده و سعی می‌کنند با دزدیدن دو جوجه از خانه کارامان ثروتمند و بردن آن به خانهٔ گوریان پیر اشتباه دوستانشان را جبران کنند. گوریان کمین کرده و آن‌ها را می‌گیرد و پس از شنیدن ماجرا به آن‌ها اصرار می‌کند، جوجه‌های دزدیده را پس دهند. بچه‌ها با گوریان دوست شده و به او در ماهیگیری و صید بزرگ کمک می‌کنند.